# 1,9-二溴壬烷
1,9-二溴壬烷 一种溴代烃 ，化学式 C9H18Br2。

## 制备
1,9-二溴壬烷可以通过溴化1,9-壬二醇获得。 

## 性质
1,9-二溴壬烷是淡黄色液体。  该分子显示出C2v对称性。 

## 用处
1,9-二溴壬烷在生产其他化合物，例如液晶时可用作中间体。 